# Derolus coomani
Derolus coomani là một loài bọ cánh cứng trong họ Cerambycidae.